# 顏望忠
顏望忠，金門縣金城鎮賢庵里賢厝人，字號里貫未詳，為鄭成功的部將。
初任後提督右鎮，永曆十三年（1659）從征南京，鄭軍潰敗、諸鎮兵將星散，奉令收拾中提督官兵。十四年升智武鎮總兵，曾大敗清軍於金門、廈門兩島，後改駐南溪。永曆十五年五月與黃安等率二程官兵從入臺灣；六月紮屯北路平大肚王國，乃改領中權鎮長駐臺灣。十七年鄭經靖難將回到思明，委其守東寧，足見其地位之重。十八年鄭經失金廈兩島，率全師退入臺灣，顏望忠改屯兵柴頭港。十九年二月偵報施琅將率清軍攻澎湖，慨然請纓出守；六月施琅船被風飄回，情勢稍緩乃班師回台。永曆二十二年六月清朝水師游擊鍾瑞（即金漢臣）反正，前往接應，因事洩漏，無功而返。二十六年正月與統領楊祥上書啟「願領兵征呂宋，以廣地方」，事為馮錫范所阻，未果。其後事蹟不詳，應卒於東寧。